# Chenārtū
Chenārtū (persiska: چنارتو) är en ort i Iran.   Den ligger i provinsen Kurdistan, i den nordvästra delen av landet, 400 km väster om huvudstaden Teheran. Chenārtū ligger 1 928 meter över havet och antalet invånare är 134.
Terrängen runt Chenārtū är kuperad.Runt Chenārtū är det ganska glesbefolkat, med 50 invånare per kvadratkilometer. Närmaste större samhälle är Qahrābād, 7,0 km väster om Chenārtū. Trakten runt Chenārtū består i huvudsak av gräsmarker.